# Departamento de Policía de Houston

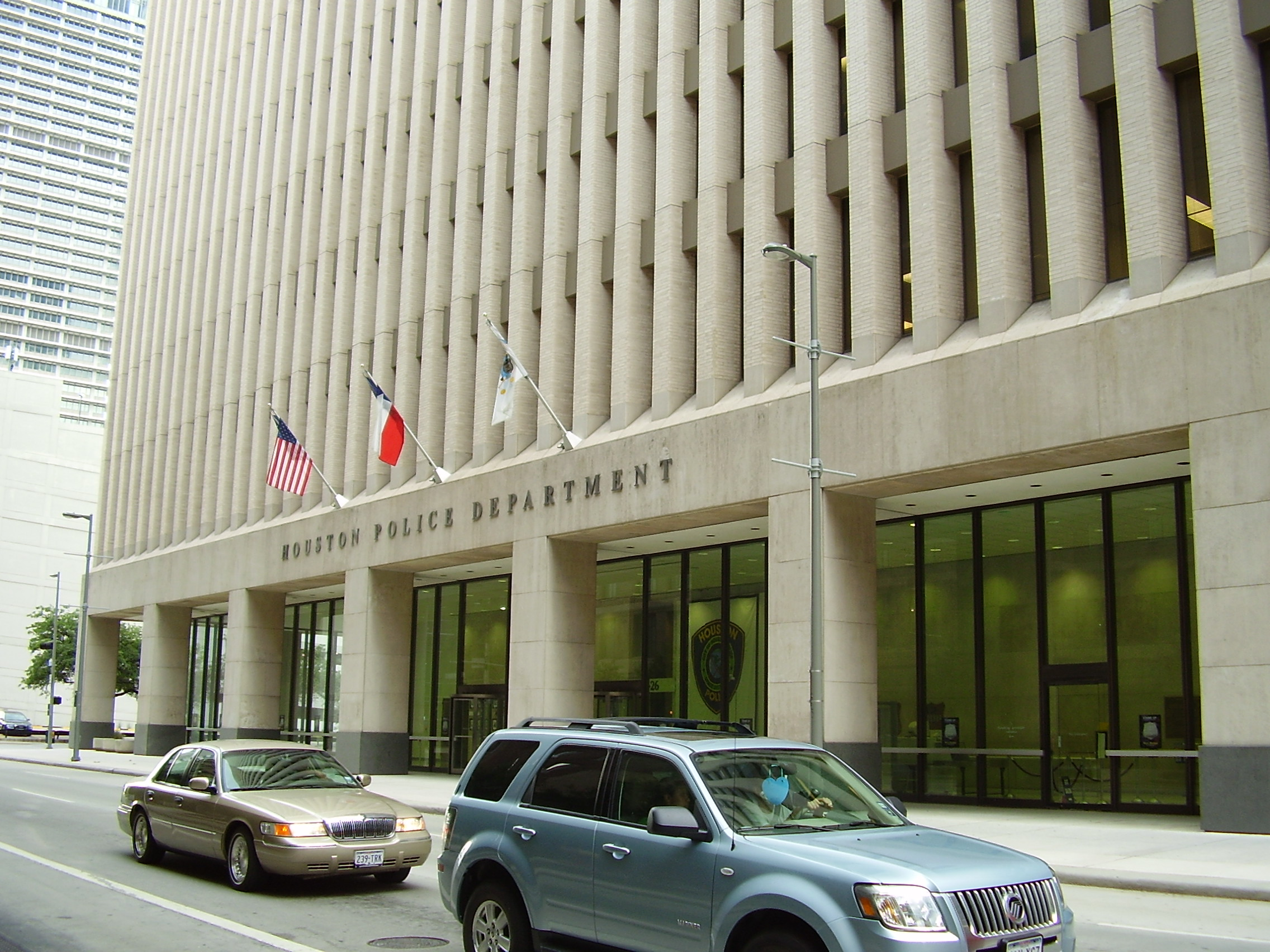
La sede del departamento

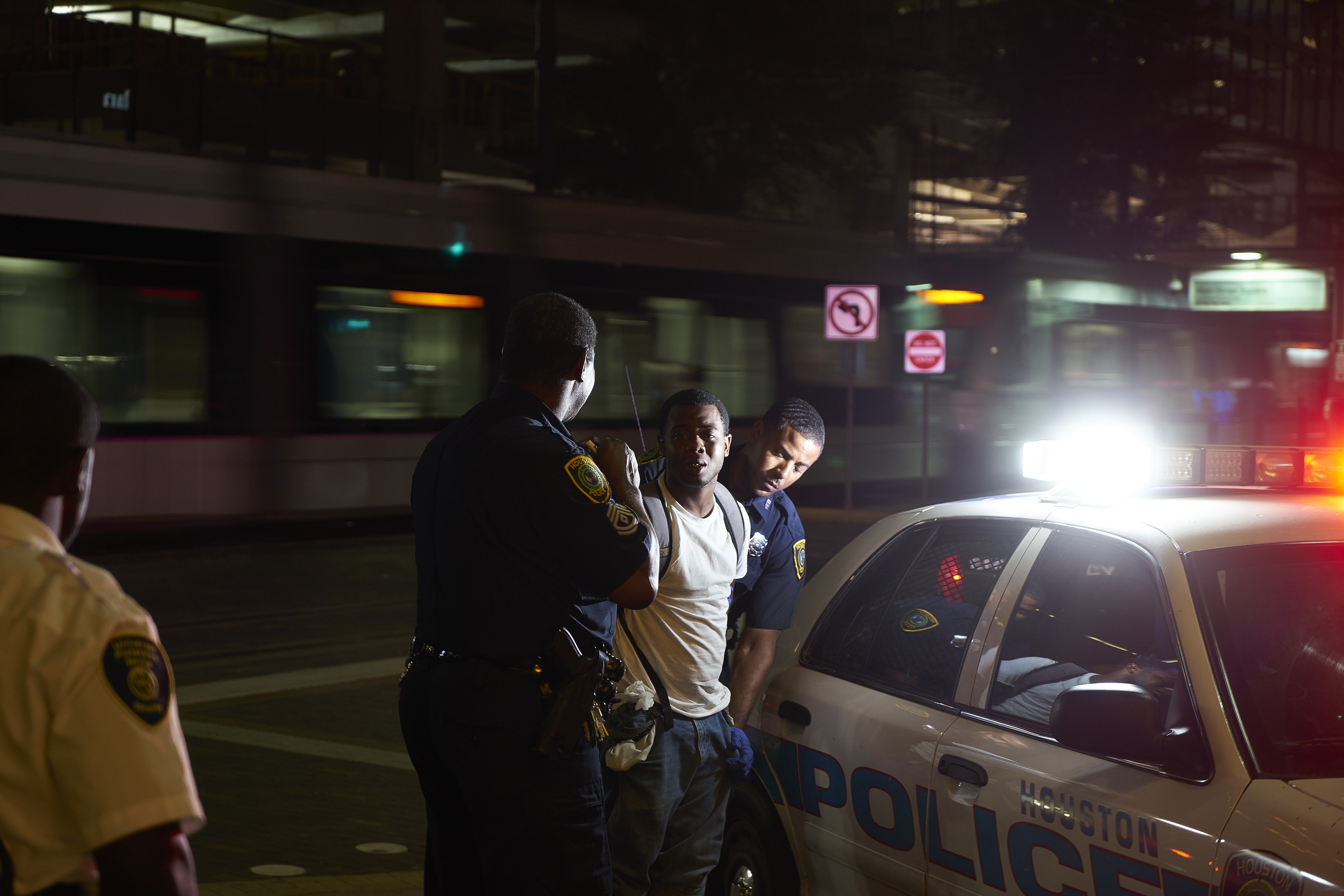
Policía de Houston

El Departamento de Policía de Houston (Houston Police Department, HPD) es el departamento de policía de la ciudad de Houston, Texas. El departamento, el mayor departamento de policía municipal de Texas, tiene su sede en el edificio 1200 Travis en Downtown Houston. A partir de 2011 Charles McClelland es el jefe del departamento.